# Jean de Bernières (évêque de Séez)
Ne doit pas être confondu avec Jean de Bernières.
Jean de Bernières (Johannes de Berneriis), mort le 15 avril 1294, est un évêque de Séez du XIIIe siècle.

## Biographie
Issu d'une noble famille de Normandie, Jean de Bernières exerce la fonction d'official avant d'accéder au siège d'évêque de Séez en 1278.
Il participe en 1279 au concile provincial présidé à Pont-Audemer par l'archevêque Guillaume de Flavacourt, et y soutient ses droits contre Charles de Valois, comte d'Alençon. Son évêché relevant immédiatement du roi, à qui seul appartenait le droit de régale, il ne peut, dit-il, reconnaître d'autre juridiction que la sienne.
Son arbitrage a souvent été sollicité. Il intervient en 1288 entre l'abbaye de Silly et le curé de Saint-Denis-des-Ifs. Il établit en 1292 un accord entre les chanoines de Sées et Martin Vital pour un droit de patronage. En 1293, il confirme la possession des églises d'Argentan à l'abbaye de Saint-Wandrille.
Il meurt le 15 avril 1294 et est inhumé dans le chœur de la cathédrale, sous une tombe d'airain.

## Reconstruction de la cathédrale de Sées
Le chœur, les chapelles et le transept sont commencés dans le troisième quart du XIIIe siècle et terminés au début du XIVe siècle, comme l'atteste l'épitaphe dans le chœur de la cathédrale, qui présente Jean de Bernières comme le constructeur de la cathédrale. Celle-ci le qualifie de gratiosus aedificator ecclesiae sagiensis. Il serait également le donateur du virail oriental de la chapelle Saint-Latuin. Elle sera consacrée le 27 septembre 1310 par l'évêque Philippe Le Boulanger, son successeur.